# Viktoria Nikichina
Viktoria Nikichina, née le 9 septembre 1984 à Moscou, est une escrimeuse russe.

## Carrière
Elle dispute les Jeux olympiques d'été de 2008, remportant successivement la médaille d'or en fleuret par équipes.

## Palmarès
- Jeux olympiques d'été
  -  Médaille d'or par équipes aux Jeux olympiques d'été de 2008 à Pékin

- Championnats du monde
  -  Médaille d'argent par équipes aux championnats du monde 2003 à La Havane

- Universiade
  -  Médaille de bronze par équipes à l'Universiade d'été de 2003 à Daegu